# Koetshuistuin

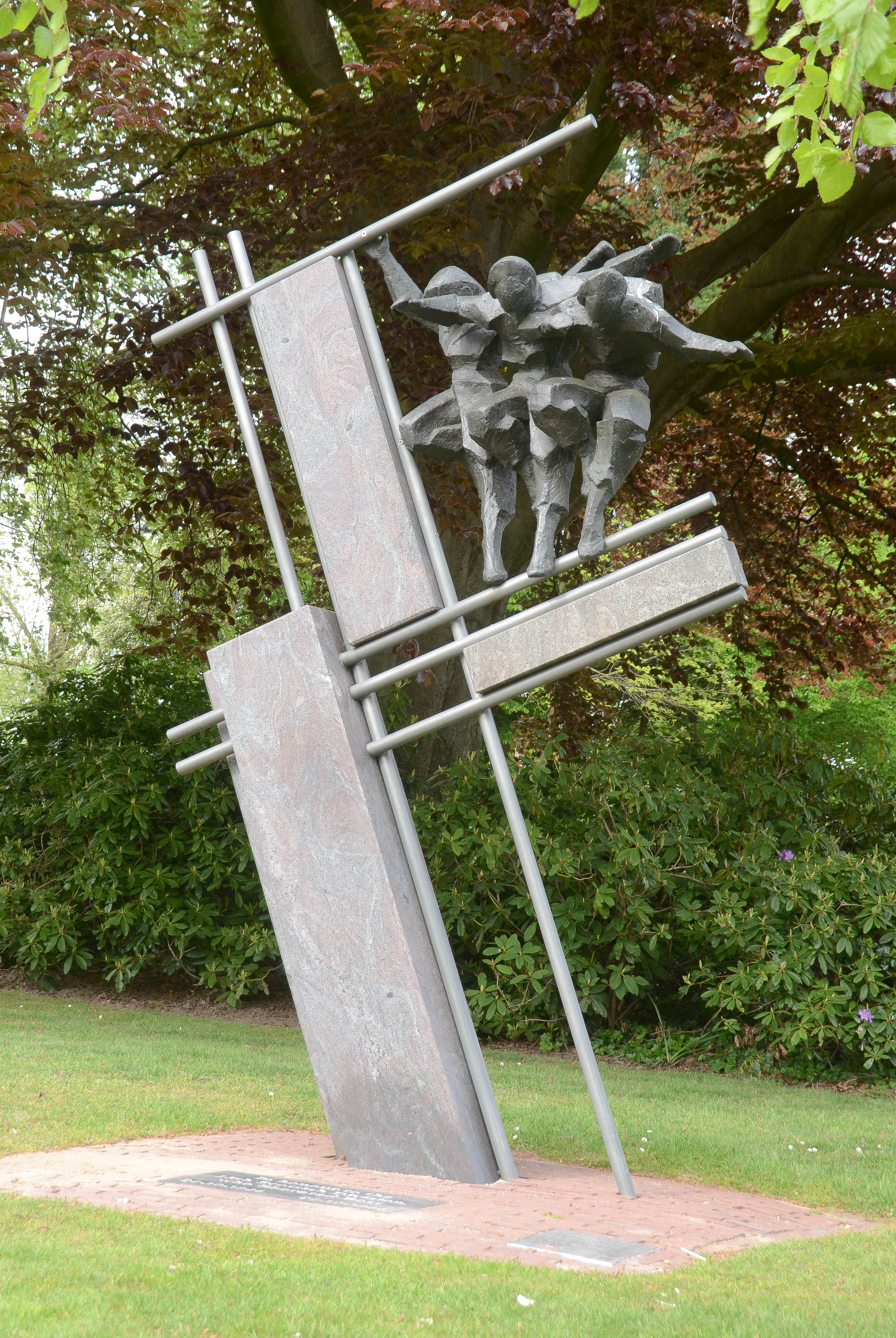
Schots gedenkteken

De Koetshuistuin is een park in de Nederlandse plaats Best, gelegen nabij het centrum ten noorden van de Hoofdstraat.
Het park, voorzien van een vijver, werd aangelegd in 1988. In dit park worden soms manifestaties gehouden.

## Schots gedenkteken
Op 28 november 1994 werd in het park het Schots gedenkteken onthuld. Dit is een monument ter herdenking van de 15e Schotse divisie, welke Best bevrijdde op 24 oktober 1944, ten koste van meer dan 160 gesneuvelde soldaten. Het monument, vervaardigd door Antoinette Briët, stelt een schotse ruit voor, vervaardigd van staal en natuursteen. Drie bronzen beelden, Schotse soldaten voorstellende, springen door de ruit om de vrijheid te brengen.